# Club Sol de América
Club Sol de América (eller bare Sol de América) er en paraguayansk fodboldklub fra hovedstaden Asunción. Klubben spiller i landets bedste liga, Primera División de Paraguay, og har hjemmebane på stadionet Estadio Luis Alfonso Giagni. Klubben blev grundlagt i 1909, og har siden da vundet to mesterskaber, i henholdsvis 1986 og 1991. I 1989 nåede klubben kvartfinalen i den fornemste sydamerikanske klubturnering, Copa Libertadores.

## Titler
- Paraguayansk mesterskab (2): 1986, 1991

## Kendte spillere
1990'erne

- Gustavo Neffa (1996–98)

2000'erne
- Enrique Vera (2000–02)
- Fabián Caballero (2000)
- Cristian Bogado (2004)
- Pablo Zeballos (2005–07)
- Miguel Ángel Cuéllar (2007)
- Josías Paulo Cardoso Júnior (2009–2011)
- Abraham Francois (2001)

2010'erne
- Glaucineis Martins (2010–2011)
- Sebastian Abreu (2016–)
- Massimiliano Ammendola (2013–14)